# جوستين غراي (كرة سلة)
جوستين غراي (بالإنجليزية: Justin Gray)‏ مواليد 31 مارس 1984 في رالي، هو لاعب كرة سلة أمريكي. بدأ مسيرته الاحترافية في سنة 2006. يحمل الرقم 1. يبلغ طوله 6 قدم 3 بوصة (1.9 م).

## المسيرة الاحترافية
لعب مع نادي نيمبورك لكرة السلة في موسم 2008–2009، ثم لعب مع تورو زغورجيلتس في موسم 2009–2010، ثم لعب مع غوانزو في سنة 2011، ثم لعب مع سكايلاينرز فرانكفورت في الدوري الألماني في موسم 2011–2012، ثم لعب مع بواتييه باسكت 86 في موسم 2012–2013.

## روابط خارجية
- جوستين غراي على موقع الاتحاد الدولي لكرة السلة (الإنجليزية)
- جوستين غراي على موقع الدوري الأوروبي لكرة السلة (الإنجليزية)
- جوستين غراي على موقع كرة السلة الأوروبية.كوم (الإنجليزية)
- جوستين غراي على موقع كلية كرة السلة في سبورتس رفرنس.كوم (الإنجليزية)
- جوستين غراي على موقع ريلجم (الإنجليزية)
- جوستين غراي على موقع بروبوليرز (الإنجليزية)
- جوستين غراي على موقع سبورتس رفرنس (الإنجليزية)